# Carlos Rivera (chanteur)
 (février 2014).
Si vous disposez d'ouvrages ou d'articles de référence ou si vous connaissez des sites web de qualité traitant du thème abordé ici, merci de compléter l'article en donnant les références utiles à sa vérifiabilité et en les liant à la section « Notes et références ».
Pour les articles homonymes, voir Rivera et Carlos Rivera (homonymie).
Carlos Rivera Guerra, mieux connu sous le nom de Carlos Rivera (né le 15 mars 1986 à Huamantla, Tlaxcala, au Mexique) est un chanteur mexicain révélé en 2004 par sa participation à l'émission télévisée La Academia (en) dont il remporte la troisième édition.

## Biographie
Carlos Rivera est né le 15 mars 1986 à Huamantla, Tlaxcala ; ses parents sont José Gonzalo Gilberto Rivera Ramírez et María de Lourdes Guerra Martínez Antonio. Carlos Rivera est devenu une célébrité locale alors qu'il était enfant, en remportant plusieurs concours de chant et en participant à une émission de radio sur Radio Huamantla. Il s'est fait connaître du grand public en 2004 à l'âge de 18 ans en participant à la troisième édition de l'émission télévisée La Academia dont il sortira vainqueur. En 2005, il signe un contrat avec Sony BMG et commence à prévoir l'enregistrement de son premier album. Parallèlement, il a également participé à Desafio de Estrellas 2 où il est arrivé en cinquième position.Il a joué le rôle de "Fausto" dans la série La vida es una canción diffusée sur TV Azteca et a fait une apparition dans la série Los Sánchez. Le 3 octobre 2006, il sort son premier album CD/DVD éponyme. En 2008, il rejoint la comédie musicale La Belle et la Bête de Broadway au Mexique pour quelques semaines, en tant qu'invité vedette. Début juillet 2009, Carlos a joué Sky dans la production Mamma Mia ! de Mexico. Depuis 2011, Carlos incarne Simba dans la comédie musicale Le Roi Lion à Madrid, puis au Mexique en 2015.
En 2014, il participe en tant que jury à la version espagnole de The Voice.
En 2017, il enregistre la version espagnole du titre Recuérdame issu du film d'animation Coco.
Depuis mars 2020, en raison de la propagation de la Covid-19, Carlos Rivera purge sa quarantaine et dans ce contexte, il a participé avec divers chanteurs latins à une version de la chanson Color Esperanza de Diego Torres, dont les bénéfices sont alloués à l'OPS (Organisation panaméricaine de la santé), et financent un projet pour limiter la propagation du virus et atténuer son impact en Amérique. Il a créé le single Ya Pasará, avec le même but caritatif que la chanson précédente, avec les bénéfices allant à l'ONG Save the Children, pour soutenir ainsi les enfants les plus vulnérables pendant la pandémie.

## Récompenses
- Gagnant de la troisième édition de La Academia (270 000 $) (2004)
- Récompense du syndicat des professeurs de Tlaxcala (2005)

## Discographie

### Albums studio
- 2007 : Carlos Rivera
- 2010 : Mexicano
- 2013 : "El hubiera no existe"
- 2016 : "Yo Creo"
- 2018 : "Guerra"

### Singles
- 2006 : "Y si tu supieras"
- 2006 : "Te me vas"
- 2010 : "La Malagueña"
- 2011 : "Amar y Vivir"
- 2013 : "Fascinación"
- 2014 : "Sólo Tú"
- 2015 : "¿Cómo Pagarte?"
- 2015 : "Quedarme Aquí"
- 2020 : "100 Años" (Avec. Maluma)

### Comédies musicales
- 2006 : Besame Mucho
- 2007 : Orgasmos La Comedia
- 2008 : La Bella y la Bestia
- 2009 : Mamma Mia !
- 2011 : El Rey León (Espagne)
- 2015 : El Rey León (Mexique)
- 2016 : Voy a Amarte